# Христо Кючуков

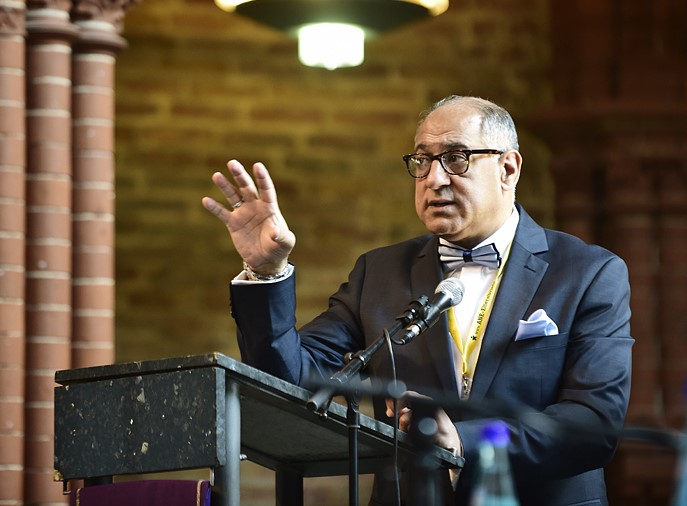
Христо Кючуков

Христо Славов Кючуков (болг. Христо Славов Кючуков; нар. 19 липня 1962, Провадія, Болгарія) — ром-мусульманин з субетногрупи джамбазі, фахівець у галузі ромської мови та освіти ромських дітей в Європі.

## Освіта
Професор Кючуков має ступінь доктора філософії у галузі загальної лінгвістики (психолінгвістики) (Амстердамський університет, 1995); Також доктор педагогічних наук (1998) і доктор з теорії освіти та дидактики (2002). Крім того, Христо Кюкучов у сфері освіти має вчене звання «Професор загальної лінгвістики» (психолінгвістика) з акцентом на ромську і турецьку мови (Університет Матея Бела).

## Дослідження
Наукові інтереси професора Кючукова стосуються двомовності, освіти ромських і турецьких дітей в Європі, вивчення мови, психолінгвістики та соціолінгвістики, дослідження контактних мов, а також Голокосту ромів і антициганізму в Європі. Його лінгвістичні дослідження стосуються ромської, балканізованої турецької, гагаузької, татарської, болгарської, словацької, російської та німецької мов. Для своїх досліджень він отримував стипендії від Шведського інституту, Амстердамського університету, Pro Helvetia Foundation (Швейцарія), Фонду Сороса, Болгарської комісії Фулбрайта, уряду Словаччини, Сілезького університету у Катовицях, та «Amaro Drom» Фундація у Берліні.

## Ромська мова
Кючуков запровадив навчання ромською мовою у Болгарії для дітей початкової та середньої школи на початку 1990-х років, а також нові університетські програми, пов'язані з навчанням ромською мовою в університеті: у Болгарії (Університет Велико Тирново, 2003—2010), Словаччині (Університет Костянтина Філософа в Нітрі, 2008—2012) та Університет Святої Єлизавети в Братиславі (2012—2015).
У 2006 році працював у Лабораторії психолінгвістики Сміт-коледжу (США), разом з американською психолінгвісткою проф. Джилл де Вільєрс, яка розробила першу теорію розумових тестів ромською мовою. Між 2006 і 2015 роками разом з Джилл де Вільєрс також розробляли психолінгвістичні тести для оцінки ромської мови та організували міжнародне дослідження з ромськими дітьми ромською мовою у багатьох європейських країнах.
З 2010 року співпрацює з проф. Вільям Нью, коледж Белойт (США), у 2020 році був обраний Верховним комісаром Комісії ромської мови, культури та освіти Міжнародного союзу ромів (IRU).

## Турецька мова
У галузі турецької лінгвістики доктор Кючуков має багато дослідницьких проєктів і публікацій про балканізовану турецьку мову, якою розмовляють турки та роми-мусульмани у Болгарії та інших балканських країнах. У 1992 році брав участь у першому національному експерименті з впровадження турецької мови як рідної у болгарських школах, організованому Міністерством освіти Болгарії, зрегтую став автором експериментальних підручників турецької мови у Болгарії разом з проф. Мирославом Янакієвим. Професор Кючуков один із небагатьох експертів у світі, які активно працюють над вивченням балканізованої турецької мови турецькими та мусульманськими ромськими дітьми в Болгарії. У 2011 році Христо Кючуков запровадив нові предмети в магістерській програмі Інституту турецьких студій Вільного університету Берліна, Німеччина: «Турецькі діалекти ромів-мусульиан з балканських країн» і «Балканська турецька соціолінгвістика».

## Університети та науково-дослідницькі інститути
За останні 30 років проф. Кючуков працював у різних європейських і американських університетах і науково-дослідних інститутах: Шуменському університеті та Великотирновському університеті у Болгарії; Університет Костянтина Філософа в Нітрі та Університет Святої Єлизавети в Братиславі, Словаччина. Був запрошеним професором у різних європейських та американських університетах: Університет Сан-Франциско, Каліфорнія, США; Белойт коледж, Вісконсин, США; Сміт коледж, Массачусетс, США; Московський педагогічний державний університет у Росії; Російська академія наук; Інститут турецьких досліджень Вільного університету Берліна та Університет прикладних наук Магдебург-Стендаль у Німеччині; Сілезький університет у Катовіцях, Польща; Науково-дослідний інститут дитячої психології та патопсихології, Братислава, Словаччина, Новий болгарський університет у Софії та Пловдивський університет у Болгарії.
З 2017 року призначений штатним професором Сілезького університету у Катовицях, де викладає соціальну психологію, прикладну лінгвістику, методику навчання для студентів Інституту освіти. У 2013 році Кючуков отримав звання «Член-кореспондент», а в 2014 році — «Академік» Міжнародної Академії Наук з підготовки вчителів (Международная Академия Наук Педагогического Образования - МАНПО) у Москві, за його надзвичайну роботу в галузі освіти ромів та дослідження психолінгвістики з ромськими дітьми в Європі.

## Автор
Христо Кючуков автор ряду наукових публікацій про ромську, турецьку, гагаузьку, болгарську та російську мови в контакті; засвоєння ромської та турецької мов; освіти дітей меншин у Європі, Кючуков також опублікував багато дитячих книжок ромською та англійською мовами, але найвідоміші з них: «Історія ромського народу» (2005), написана у співавторстві з Яном Генкоком, і «Мене звали Гусейн» (2004), опублікований Boyds Mills Press, США. У 1995 році проф. Кючуков створив Балканський фонд «Різноманітність» для міжкультурної освіти та розуміння у Софії, Болгарія, і в період з 1995 по 2007 рік він був його виконавчим директором. Під його керівництвом Фонд реалізував понад 100 освітніх та лінгвістичних проєктів. У 1998—1999 роках він працював в Інституті освітньої політики в Інституті відкритого суспільства в Будапешті та відповідав за розробку освітніх стратегій для навчання дітей ромів та меншин у країнах Центральної та Східної Європи. У 2000—2004 роках Христо Кючуков був генеральним секретарем Міжнародного союзу ромів (IRU). У 2011 році він заснував «Ромський центр міжкультурного діалогу» в Берліні і є його директором. У 2018 році разом з професором Яном Генкоком та Орханом Ґалюшем заснували ERAN (Eurаsian Romani Academic Network) об'єднання науковців ромського походження в Європі та Азії, і від тоді професор Кучюков виконує обов'язки віце-президента мережі. У 2021 році заснував Європейську мережу молодих ромських науковців (EYRSN) у Берліні, метою якої є об'єднання всіх ромських докторів філософії, студентів та молодих науковців з Європу. У 2018—2020 та 2021—2023 роках був віце-президентом Gypsy Lore Society. У 2020 році створив «Ромський дослідницький центр» у Сілезькому університеті, і відтоді є його директором. Проф. Христо Кючуков створив Міжнародний журнал ромської мови та культури, і він був його редактором з 2011 до 2013 року.

## Редактор
Нині він є редактором ряду видань, таких як: «Roma» (разом з Яном Генкоком), «Міжкультуралізм та міжкультурна освіта», «Дослідження Lincom щодо вивчення мови та білінгвізму», «Турецькі та тюркські мови та культури» (разом із Суером Еркером) та « Lincom Studies in Romani Linguistics» (разом з Міланом Самко), виданий LINCOM Academic Publisher у Німеччині.

## Основні публікації
- Kyuchukov, H. (2022) Bulgarian Roma and the Holocaust. Veliko Tarnovo: Faber
- Kyuchukov, H. (2020) Socio-cultural and linguistic aspects of Roma education. Katowice: University of Silesia Press.
- Artamonova, E., Kyuchukov, H. and Savchenko, E. (2017) Professional teacher training under current social and cultural conditions. Munich: Lincom Academic Publisher
- Kyuchukov, H. (2010) Esseys on the Language, Culture and Education of Roma. Uppsala: The Hugo Valentin Centre.
- Kyuchukov, H. (2007) Turkish and Roma children learning Bulgarian. V. Tarnovo: Faber.
- Kyuchukov, H. (2006) Desegregation of Roma schools in Bulgaria. Sofia: S.E.G.A.
- Kyuchukov, H. (2006) Educational status of Roma women. Sofia: Ictus.
- Kyuchukov, H. (1995) Romany children and their preparation for literacy. A case study. Tilburg University Press.

- Kyuchukov, H., Marushiakova, E. and Popov, V. (eds) (2020) Preserving the Romani memories. Munich: Lincom.
- Kyuchukov, H., Balvin, J. and Kwadrans, L. (eds) (2019) Life with Music and Pictures: Eva Davidova's contribution to Roma Musicology and Ethnography. Munich: Lincom.
- Kyuchukov, H., Ushakova, O. and Yashina, V. (eds) (2019) Acquisition of Russian as L1 and L2. Munich: Lincom.
- Kyuchukov, H. and New, W. (eds.) (2017) Language of Resistance: Ian Hancock's contribution to Romani Studies. Munich: Lincom Academic Publisher.
- Kyuchukov, H. (ed.) (2016) New Trends in the Psychology of Language. Munich: Lincom Academic Publisher
- Kyuchukov, H., Marushiakova, E. and Popov, V. (eds.)(2016) Roma: Past, Present, Future. Munich: Lincom Academic Publisher
- Kyuchukov, H. (ed.) (2015) Acquisition of Slavic languages. Munich: Lincom Academic Publisher
- Kyuchukov, H., Kwadrans, L. and Fizik, L. (eds) (2015) Romani Studies: contemporary trends. Munich: Lincom Academic Publisher
- Kyuchukov, H., Lewowicki, T. and Ogrodzka-Mazur, E. (eds) (2015) Intercultural education: concepts, practice, problems. Munich: Lincom Academic Publisher.
- Kyuchukov, H., Kaleja, M. and Samko, M. (eds) (2015) Linguistic, Cultural and Educational Issues of Roma. Munich: Lincom Academic Publisher.
- Selling, J., End, M., Kyuchukov, H., Laskar, P. and Templer, B. (eds) (2015). Antiziganism. What's in a Word? Cambridge Scholars Publishing.
- Kyuchukov, H. and Rawashdeh, O. (eds) (2013) Roma Identity and Antigypsyism in Europe. Munich: Lincom Academic Publisher.
- Balvin, J., Kwadrans, L. and Kyuchukov, H. (eds) (2013) Roma in Visegrad Countries: History, Culture, Social Integration, Social work and Education. Wroclaw: Prom.
- Kyuchukov, H. and Artamonova, E. (eds) (2013) The educational and social sciences in the XXI century. Bratisalva: VSZaSV «Sv. Alzbeta».
- Kyuchukov, H. (ed) (2012) New Faces of Antigypsysm in Modern Europe. Prague: Slovo 21
- Stoyanova, J. and Kyuchukov, H. (eds.) (2011) Psichologiya i Lingvistika/Psychology and Linguistics. Sofia: Prosveta.
- Kyuchukov, H. and Hancock, I. (eds) (2010) Roma Identity. Prague: Slovo 21.
- Kyuchukov, H. (ed.) (2009) A language without Borders… Endangered Languages and Cultures. Uppsala: Uppsala University Press, vol. 5.
- Kyuchukov, H. (ed.) (2002) New Aspects of Roma Children Education. Sofia: Diversity Publications.
- Bakker, P. and Kyuchukov, H. (eds)(2000) What is the Romani language? Hertfordshire: Hertfordshire University Press.
- Matras, Y., Bakker, P. and Kyuchukov, H. (eds) (1997) The typology and dialectology of Romani language. Amsterdam: John Benjamins Publishing Company.

### Підручники
- Kyuchukov, H. (2013) Die Folklore der Gagausen aus Bulgarien. Muenchen: Lincom.
- Kyuchukov, H. (2010) Textbook of Romani Songs. Muenchen: Lincom Europe.

### Дитячі книжки
- Kyuchukov, H., Panchenko, Y. Savislak S. (2024) Bubili. Sofia: Paradigma (in English, Romani and Bulgarian)
- Kyuchukov, H and Giray, B. (2022) Leo si tarsi topkata — Leo zucht sein Ball. V. Tarnovo: Faber
- Kyuchukov, H and Giray, B. (2022) Leo topuniu ariyor — Leo zucht sein Ball. V. Tarnovo: Faber
- Kyuchukov, H. (2021) Zamfiran‘in hikayesi — E Zamfiraki historiya. Veliko Tarnovo: Faber/ Berlin: Amaro Foro
- Kyuchukov, H. (2021) Istoriyata na Zamfira — E Zamfiraki historiya. Veliko Tarnovo: Faber/ Berlin: Amaro Foro
- Kyuchukov, H. (2021) The Story of Zamfira — E Zamfiraki historiya. Veliko Tarnovo: Faber/ Berlin: Amaro Foro
- Kyuchukov, H. (2021) كان اسمى ح سين — Miro anav sas Hjusein. Veliko Tarnovo: Faber (in Arabic, Romani and Turkish)
- Kyuchukov, H. (2021) Az se kazvah Hyusein — Miro anav sas Hjusein. Veliko Tarnovo: Faber (in Bulgarian, Romani and English)
- Kyuchukov, H. and Hancock, I. (2005) A history of the Romani people. Honasdale: Boyds Mills Press.
- Kjučukov, Xristo (2002) Me ginav dži ko deš. Sofia: IKTUS, (in Romani).
- Kjučukov, Xristo. (2001) Amari Romani Lumya, 4 kotor, Romane lava phure Romendar. Sofia: Iktus, (in Romani).
- Kjučukov, Xristo (2001) Amari Romani Lumja. 3 kotor, Romane gilya. Sofia: Iktus, (in Romani).
- Kjučukov, Xristo (2000) Amari Romani Lumja. 2 kotor, Romane paramisya. Sofia: Tilia, (in Romani).
- Kjučukov, Xristo (1997) Amari Romani Lumja. 1 kotor, Romane poeme. Sofia, (in Romani).